# Jogasutry

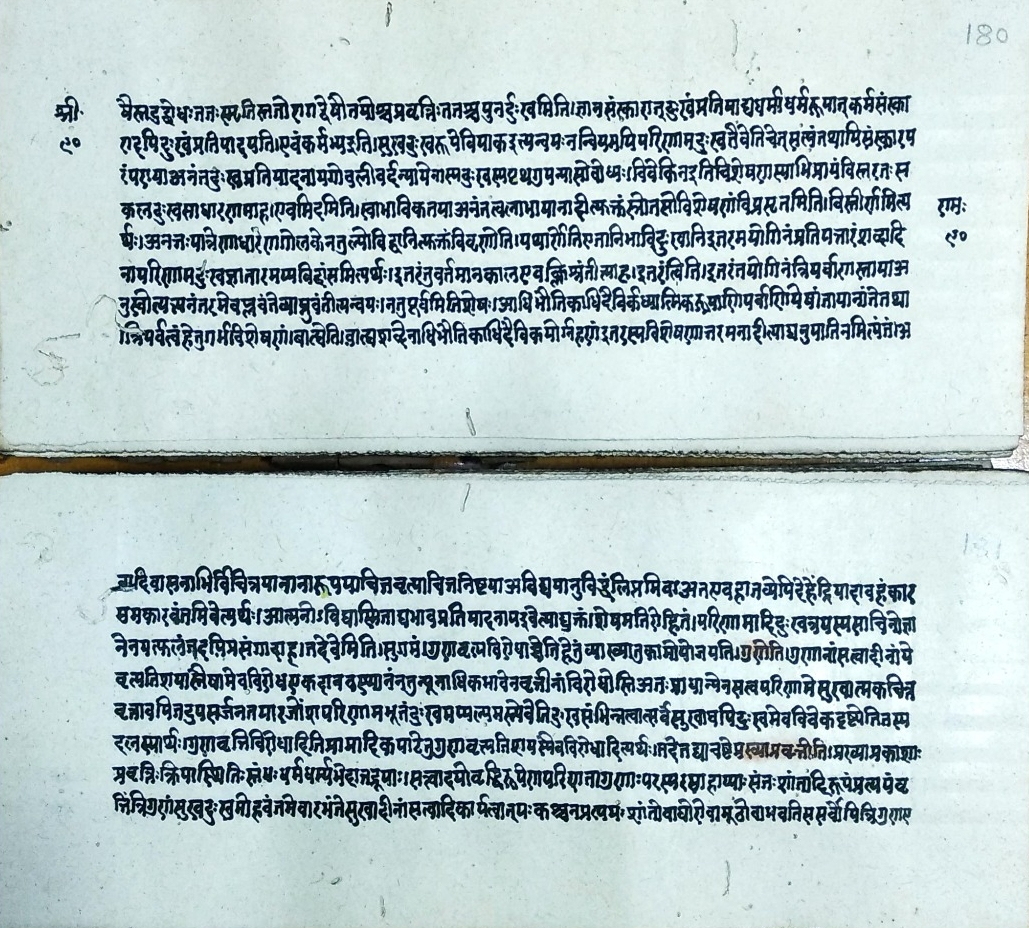
Rękopis Jogasutr Patańdźaliego, zbiory indyjskiej Biblioteki Narodowej

Jogasutry (dewanagari योगसूत्र, trl. Yogasūtra) – najstarszy traktat klasycznej  jogi indyjskiej (jogadarśany) w formie 195 zwięzłych aforyzmów (sutr), obejmujący w czterech rozdziałach lub księgach (pāda) nauczanie jogicznych praktyk prowadzących do oświecenia. Według indyjskiej tradycji autorem Jogasutry jest starożytny indyjski mędrzec Ryszi Patańdźali (trl. Pātañjali). Traktat ten jest wykorzystywany w nauczaniu większości odmian jogi.

## Autor
Kwestia autorstwa, które tradycja indyjska przypisuje Patańdźalemu, nie jest jednoznacznie rozstrzygnięta. Najstarszym powiązaniem traktatu z osobą Patańdźalego jest wzmianka w innym dziele – piątej zwrotce wstępu do komentarza do Jogasutry króla Bhodźy nieznanego autora. Sugeruje ona, że twórca Jogasutry napisał również Mahabhaszję, komentarz do gramatyki Piniego. Jeżeli rzeczywiście autorem traktatu byłby Patańdźali gramatyk, dzieło można by datować na ok. II–I wiek p.n.e. i pozwoliłoby to inaczej odczytać znaczenie niektórych bardziej skomplikowanych terminów. Tezę tę popierają B. Liebich, Barbe, częściowo Dasgupta, odrzucają jednak inni współcześni badacze – J.H. Woods, Janaček, Hauer, Jacobi i Keith.
Dasgupta przypisuje tylko pierwsze trzy księgi Patańdźalemu. Porównania językoznawcze skłoniły Jacobiego do wskazania wielu terminów występujących w Jogasutrach, a nieobecnych w Mahabhaszji. Woods twierdzi, że znaczenie różnych terminów nie jest w traktacie jednolite. Keith natomiast zwraca uwagę, podobnie jak Jacobi, że fragmenty czwartej księgi mają charakter antybuddyjskej polemiki z nauką Asangi i Wasubandhu, i że są dużo późniejsze, prawdopodobnie napisane w V w. n.e lub, jak twierdzą Dasgupta i Prasad, że są wymierzone przeciw wcześniejszej szkole idealistycznej.

## Datowanie
Zwykle przyjmuje się, że traktat „Jogasutra” powstał w II wieku p.n.e., jednak poszczególne części znane były już dużo wcześniej, a niektóre fragmenty cytowane są w źródłach o prawie 2 tysiące lat starszych. Autorzy buddyjscy często używają terminologii i definicji pojęć z Jogasutr, co dowodzi istnienia tych nauk we wcześniejszych okresach. Jogasutry dają zbieżne z innymi traktatami mistycznymi pojęcie o wewnętrznym rozwoju człowieka oraz prawidłach i metodach na drodze poszukiwania Boga (w tym traktacie pod imieniem Iśwara).

## Podział napadah
Traktat Jogasutra składa się z czterech rozdziałów bądź ksiąg. Te cztery części omawiają kolejno następujące zagadnienia:
1. Samadhipada – nauki o metodach skupienia i ekstazy w świetle mądrości.
2. Sadhanapada – metody praktyk ascetycznych, intuicyjnych i wewnętrznych.
3. Wibhutipada – rozwój nadludzkich, ekstrasensorycznych zdolności i możliwości, siddhi.
4. Kaiwaljapada – nauki o ostatecznym wyzwoleniu z kręgu wcieleń w materialnych światach.

## Główne wątki
- Świat istnieje realnie (nie jest złudzeniem)
- Cierpienie jest powszechne (wyzwolenie się z cierpienia jako cel)
- Modalności – jasność, inteligencja, energia, aktywność mentalna, inercja statyczna, ciemność psychiczna
- Rytuały religijne nie mają większej wartości
- Troistość doświadczeń – błędy i złudzenia, doświadczenia psychiczne, doświadczenia parapsychiczne
- Pięć matryc tworzących stany psychomentalne – niewiedza, poczucie indywidualności, namiętność, wstręt, wola życia
- Ekagrata – koncentracja na jednym obiekcie (podstawa medytacji)
- Świadomości – świadomość dzienna, świadomość snu ze snami, świadomość snu bez snów, świadomość kataleptyczna
- Iśwara Bóg joginów
- Ekstaza, czyli samadhi – zjednoczenie, wchłonięcie, całość, połączenie
- Istnienie poza czasem (w wiecznej teraźniejszości)
- Ponadnaturalne moce jogina (siddhi) – jasnowidzenie, jasnosłyszenie, polimorfizm, transmutacja, teleportacja i inne
- Mistyczna sylaba aum

## Samadhi
- I. sabidźa- oraz nirbidźasamadhi (rytambharapradźńa) – zalążkowe i bezzalążkowe zatopienie w najwyższym Świetle Oświecenia, w Mądrości praw i zasad duchowych (ryta).
- II. Kleśatanukaranasamadhi (saptadhapradźńasamadhi) – oświecenie usuwające przyczyny cierpienia, dające siedmiopoziomowe, szczegółowe pojmowanie prawdy, prawdziwej wiedzy, mądrości.
- III. pradźńalokah samadhi (wiwekapradźńa) – światło poznania prawdy, mądrość rozróżniająca sat od asat, odróżniająca to co pochodzi z Rzeczywistości i Prawdy od tego co pochodzi z iluzji i fałszu.
- IV. dharmameghasamadhi – Obłok Boskich Cech, spłukiwacz cech, wyzwolenie.